# Sclerophrys garmani
Sclerophrys garmani es una especie de anfibios anuros de la familia Bufonidae.

## Distribución geográfica y hábitat
Habita en Botsuana, Etiopía, Kenia, Mozambique, Namibia, Somalia, Sudáfrica, Suazilandia, Tanzania, Zambia y Zimbabue.
Su hábitat natural incluye sabanas secas, zonas secas de arbustos tropicales o subtropicales, praderas, lagos intermitentes de agua dulce, marismas de agua dulce, jardines rurales, áreas urbanas y estanques.
Está amenazada de extinción por la pérdida de su hábitat natural.